# It Ain't Me
〈It Ain't Me〉는 DJ 카이고와 가수 셀레나 고메즈의 노래이다. 카이코의 첫 번째 EP 《Stargazing》의 리드 싱글이다. 빌보드 핫 100 10위를 했으며, 미국 음반 산업 협회(RIAA) 인증 플래티넘 등급을 받은 곡이다.